# Gare d'Airolo
La gare d'Airolo est une gare ferroviaire située sur le territoire de la commune suisse d'Airolo dans le canton du Tessin.

## Situation ferroviaire

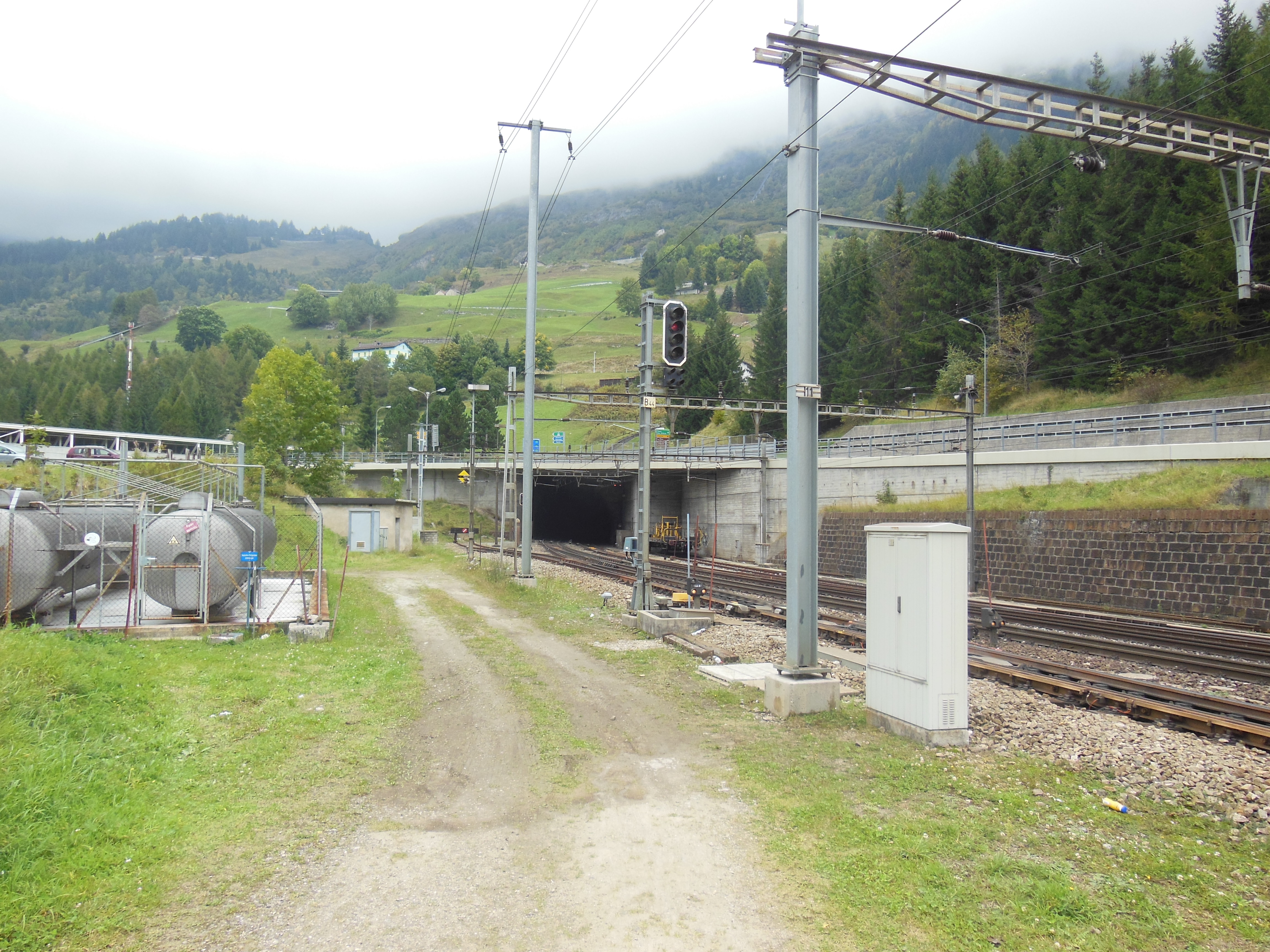
Portail sud du tunnel ferroviaire du Saint-Gothard.

Établie à 1 141,5 mètres d'altitude, la gare d'Airolo est située au point kilométrique 86,21 de la ligne du Gothard, entre les gares de Göschenen (à l'autre extrémité du tunnel ferroviaire du Saint-Gothard) et d'Ambrì-Piotta (en direction de Chiasso).
Elle est dotée de six voies dont quatre sont bordées par trois quais dont deux centraux (un long et un court) et un latéral le long du bâtiment voyageurs.

## Histoire

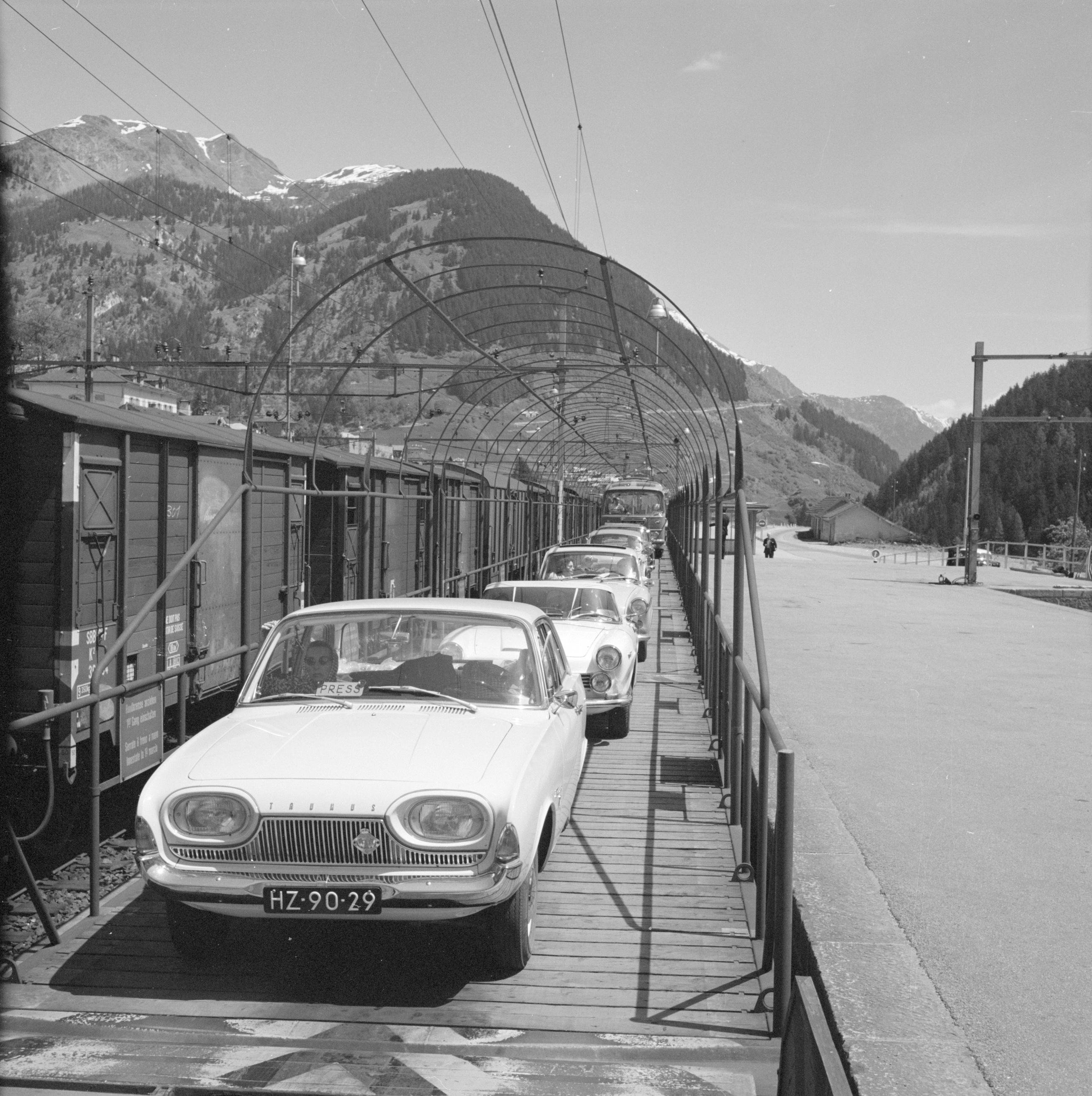
En 1964, automobiles et autocar embarqués sur des wagons plats en gare d'Airolo, pour le franchissement du tunnel ferroviaire. Ce service de transport d'automobiles accompagnées est supprimé le 5 septembre 1980, à l'ouverture du tunnel routier. Photographie de Willem van de Poll.

La gare de Airolo a été inaugurée en 1882 avec la mise en service complète de la ligne du Gothard,.

## Service des voyageurs

### Accueil
Gare des CFF, elle est dotée d'un bâtiment voyageurs. Il y a également un parking-relais de 39 places.
La gare n'est pas accessible aux personnes à mobilité réduite.

### Desserte

#### Trains grandes lignes
La gare est desservie une fois par heure et par sens par le Südostbahn. Cette entreprise assure l'exploitation des trains InterRegio des lignes IR26 et 46, reliant respectivement Bâle et Zurich à Bellinzone et Locarno via la ligne historique du Gothard.
Lorsqu'un train de la ligne IR26 (respectivement IR46) circule, un train InterCity ou EuroCity roule au départ ou à destination de la gare centrale de Zurich (respectivement de la gare de Bâle) via le tunnel de base du Saint-Gothard. Ils sont en correspondance en gare d'Arth-Goldau afin de permettre de voyager toutes les heures depuis Bâle, Lucerne et Zurich vers le canton du Tessin par le tunnel de base du Saint-Gothard ou la ligne historique.
- 26 Bâle CFF – Olten – Lucerne – Arth-Goldau – Schwyz – Brunnen – Flüelen – Erstfeld – Göschenen – Airolo – Ambri-Piotta – Faido – Lavorgo – Bodio – Biasca – Castione-Arbedo – Bellinzone – Giubiasco – Cadenazzo – Tenero – Locarno
- 46 Gare centrale de Zurich – Zoug – Arth-Goldau – Erstfeld – Göschenen – Airolo – Ambri-Piotta – Faido – Lavorgo – Bodio – Biasca – Castione-Arbedo – Bellinzone – Giubiasco – Cadenazzo – Tenero – Locarno

En saison estivale, Airolo est également desservie du mardi au dimanche, y compris les jours fériés, par le train « Gothard Panorama Express » uniquement dans le sens aller, en provenance d'Arth-Goldau. Ce train, classé Panoramic Express propose un aller-retour par jour spécialement pour les touristes reliant le canton du Tessin à Flüelen et Arth-Goldau par la ligne de faîte du Gothard. Ceux-ci peuvent continuer leur trajet jusqu'à Lucerne en correspondance avec un bateau assurant le trajet sur les eaux du lac des Quatre-Cantons.

#### RER Tessin
La gare d'Airolo fait également partie du réseau express régional tessinois, assurant des liaisons rapides à fréquence élevée dans l'ensemble du canton du Tessin. Elle est, à ce titre, desservie à titre exceptionnel par quelques trains en direction du sud en heure de pointe du matin et remontant à Airolo lors de l'heure de pointe du soir.
- S10  (Airolo -) Biasca - Bellinzone - Giubiasco - Lugano - Mendrisio - Chiasso (- Côme San Giovanni)
- S50 (Airolo -) Biasca - Bellinzone - Giubiasco - Lugano - Mendrisio - Varèse - Gallarte - Aéroport de Malpensa T1 - Aéroport de Malpensa T2 (circule chaque heure en coupe/accroche avec la ligne S10 en gare de Mendrisio)

### Intermodalité
CarPostal assure des dessertes interurbaines régulières au départ de la gare d'Airolo. La ligne 112 assure plusieurs allers-retours en direction de Bedretto et du hameau d'All'Acqua tandis que la ligne 113 dessert le hameau de Nante. La ligne 117 dessert les villages de Piotta, Faido et prolonge sa course jusqu'à Dalpe. Enfin, la ligne 120 dessert la Léventine d'Airolo à Biasca et Osogna suivant une fréquence oscillant entre la demi-heure et l'heure suivant le jour de la semaine et le moment de la journée.
En été et en automne, lorsque les cols concernés sont ouverts, CarPostal assure plusieurs circuits à travers les Alpes suisses. La ligne 682 effectue une pause d'une heure et demi devant la gare d'Airolo au cours de son circuit en boucle au départ de Meiringen en passant par les cols du Grimsel et du Nufenen à l'aller puis par les cols du Saint-Gothard et du Susten au retour. La ligne 685 effectue un arrêt prolongé en gare d'Airolo au cours d'une boucle au départ de la gare d'Andermatt en empruntant à l'aller le col du Saint-Gothard puis les cols du Nufenen et de la Furka au retour. Enfin, la ligne 686 assure un circuit en boucle au départ de la gare d'Airolo empruntant successivement les cols du Nufenen, de la Furka et du Gothard après une longue pause en gare d'Andermatt au cours du trajet. En complément de ces lignes à caractère essentiellement touristique,,, la ligne 110 assure des courses complémentaires régulières entre la gare d'Airolo, le col du Saint-Gothard et la gare d'Andermatt tout en incluant celle de la ligne 685 tandis que la ligne 111 regroupe l'ensemble des dessertes touristiques précédentes reliant la gare d'Airolo à la gare d'Oberwald via le col du Nufenen ainsi que celles de la ligne 112.